# Musara 58
Musara 58 is een bestuurslaag in het regentschap Bener Meriah van de provincie Atjeh, Indonesië. Musara 58 telt 239 inwoners (volkstelling 2010).